# Victoria-Hotel / Open Air Remembrance
Victoria-Hotel / Open Air Remembrance – piąty singel zespołu Kombi. Został nagrany w Szwecji w 1981 roku i wydany nakładem Svenska Media AB. Znalazły się na nim dwa utwory: „Hotel Twoich snów” pod tytułem „Victoria-Hotel” oraz „Wspomnienia z pleneru” pod zmienionym tytułem jako „Open Air Remembrance”.

## Lista utworów
1. „Victoria-Hotel” (muz. Grzegorz Skawiński - sł. Marek Dutkiewicz)
2. „Open Air Remembrance” (muz. Sławomir Łosowski)